# Maurice Poulin de La Fontaine
Pour les articles homonymes, voir Poulin et Francheville.
Maurice Poulin de La Fontaine (né en 1620 à Villebadin et décédé à Trois-Rivières en 1676) était un procureur fiscal, juge et procureur du roi de France en Nouvelle-France. Il est également le grand-père du fondateur de la Compagnie des Forges de Saint-Maurice François Poulin de Francheville. En 1668 avec le privilège accordé de l'intendant Jean Talon, il procède au défrichement de nombreuses terres le long de la rivière Saint-Maurice.

## Commémoration
Le nom actuel de la rivière Saint-Maurice fut donné au début du XVIIIe siècle en référence au « fief Saint-Maurice », nom usuel de la seigneurie située sur sa rive ouest et concédée vers 1668 à Maurice Poulin de Lafontaine, procureur du gouvernement de Trois-Rivières. Le nom « Saint-Maurice » est attesté pour la première fois dans un jugement daté de 1723 et a définitivement supplanté « les Trois Rivières » entre 1730 et 1740. La rivière a ensuite donné son nom à la région administrative de la Mauricie.
Ces toponymes honorent de manière directe ou par la bande la mémoire de Maurice Poulin de Lafontaine;  
- Fief Saint-Maurice
- Forges du Saint-Maurice
- Saint-Maurice, rivière du Québec
- Mauricie
- Saint-Maurice, municipalité de paroisse canadienne du Québec
- Saint-Maurice, circonscription électorale provinciale du Québec
- Le comté de Saint-Maurice, ancienne division territoriale du Québec
- Saint-Maurice, ancienne circonscription électorale fédérale du Québec
- Saint-Maurice—Champlain, circonscription électorale fédérale du Canada
- Une école primaire à Trois-Rivières, École Maurice-Poulin
- Une rue de Trois-Rivières, rue Maurice-Poulin[3]